# Rakouské kulturní fórum ve Varšavě
 Rakouské kulturní fórum ve Varšavě (polsky Austriackie Forum Kultury w Warszawie, německy Österreichisches Kulturforum Warschau) je instituce rakouského ministerstva zahraničí pro podporu rakouské kultury a vědy ve Varšavě. Současným vedoucím RKF ve Varšavě je Martin Meisel.

## Historie
Varšavské RKF bylo zřízeno v roce 1965 jako Rakouský kulturní institut (Austriacki Instytut Kultury, Österreichisches Kulturinstitut). V roce 1997 bylo rozhodnuto o restrukturalizaci rakouské sekce podpory kultury, kdy jazykové vzdělávání bylo svěřeno samostatné ekonomické jednotce s názvem Österreich Institut Warszawa Sp. z o.o.
V roce 2001 byla část Rakouského kulturního institutu zabývající se podporou kultury v souladu s  přejmenována na Austriackie Forum Kultury (Österreichisches Kulturforum).

## Sídlo
V letech 1990–1991 sídlil varšavský RKF na ul. Próżna 8, poté na adrese Próżna 7/9.